# Fatau Dauda
Fatau Dauda (eigentlich Abdul Fatawu Dauda; * 6. April 1985 in Obuasi) ist ein ghanaischer Fußball-Torhüter.

## Karriere
Dauda stand von 2006 bis 2013 bei dem ghanaischen Verein Ashanti Gold SC unter Vertrag, wo er Stammtorhüter war. 2008 wurde er als einer von fünf Torhütern für die Auszeichnung „Goalkeeper of the year“ der Ghana Premier League nominiert, der Preis ging aber letztlich an den Burkiner Soulama Abdoulaye.
Mit der ghanaischen Nationalmannschaft nahm er 2008 am Afrika-Cup in seinem Heimatland teil und belegte mit seiner Mannschaft den dritten Platz. Als dritter Torhüter kam er jedoch nicht zum Einsatz. Sein Debüt in der Nationalelf gab er im März 2008 in einem Freundschaftsspiel gegen Mexiko. Zu regelmäßigen Länderspieleinsätzen kam er zunächst nicht. Weder bei der Weltmeisterschaft 2010 noch bei der Afrikameisterschaft 2012 gehörte Dauda zum ghanaischen Aufgebot.
Der Durchbruch in der Nationalmannschaft gelang Dauda, nachdem James Kwesi Appiah 2012 Nationaltrainer wurde. Unter Appiah nahm Dauda an der Afrikameisterschaft 2013 als Stammtorhüter teil und überzeugte mit guten Leistungen.  Daraufhin wurden die Orlando Pirates auf ihn aufmerksam, zu denen er im Sommer 2013 wechselte. Gegen Stammtorhüter Senzo Meyiwa konnte er sich dort jedoch nicht durchsetzen. In seiner ersten Saison in Südafrika bestritt er lediglich drei Spiele. Dennoch gehört er bei der Weltmeisterschaft 2014 zum ghanaischen Aufgebot.